# Garbatka-Letnisko (gmina)
Garbatka-Letnisko – gmina wiejska w województwie mazowieckim, w powiecie kozienickim. W latach 1975–1998 gmina położona była w województwie radomskim.
Siedziba gminy to Garbatka-Letnisko.
Według danych z 30 czerwca 2004 gminę zamieszkiwało 5331 osób.

## Struktura powierzchni
Według danych z roku 2002 gmina Garbatka-Letnisko ma obszar 74,01 km², w tym:
- lasy i grunty leśne	3687 ha (49,82%)
- grunty orne 2342 ha (31,64%)
- łąki 226 ha (3,05%)
- pastwiska 114 ha (1,54%)
- sady 45 ha (0,61%)
- pozostałe grunty i nieużytki 987 ha (13,34%)

Gmina stanowi 8,07% powierzchni powiatu.

## Demografia

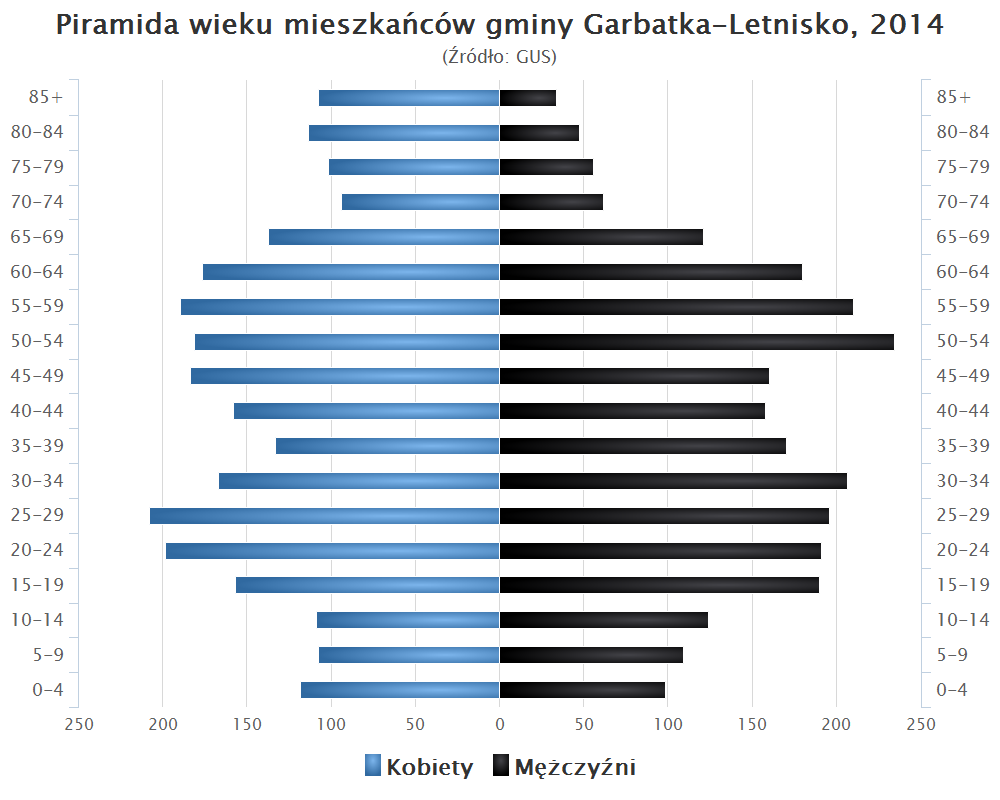
Piramida wieku mieszkańców gminy Garbatka-Letnisko w 2014 roku

Dane z 30 czerwca 2004:
| Opis                              | Ogółem | Ogółem | Kobiety | Kobiety | Mężczyźni | Mężczyźni |
| --------------------------------- | ------ | ------ | ------- | ------- | --------- | --------- |
| jednostka                         | osób   | %      | osób    | %       | osób      | %         |
| populacja                         | 5331   | 100    | 2736    | 51,3    | 2595      | 48,7      |
| gęstość zaludnienia (mieszk./km²) | 72     | 72     | 37      | 37      | 35,1      | 35,1      |

## Sołectwa
Anielin, Bogucin, Brzustów, Bąkowiec, (Garbatka Długa i Garbatka Nowa}, Garbatka‑Letnisko, (Garbatka‑Zbyczyn i Garbatka‑Dziewiątka), Molendy, Ponikwa

## Sąsiednie gminy
Gniewoszów, Kozienice, Pionki, Policzna, Sieciechów